# 1865 en Belgique
Chronologie de la Belgique
- 1861
- 1862
- 1863
- 1864
- 1865
- 1866
- 1867
- 1868
- 1869

Cette page recense des événements qui se sont produits durant l'année 1865 en Belgique.

## Événements
- Création de la Caisse générale d'épargne et de retraite[1].
- 22 mai : traité de commerce entre la Belgique et la Prusse, qui agit au nom du Zollverein[2].
- 10 décembre : le roi Léopold Ier décède[3] au château de Laeken.

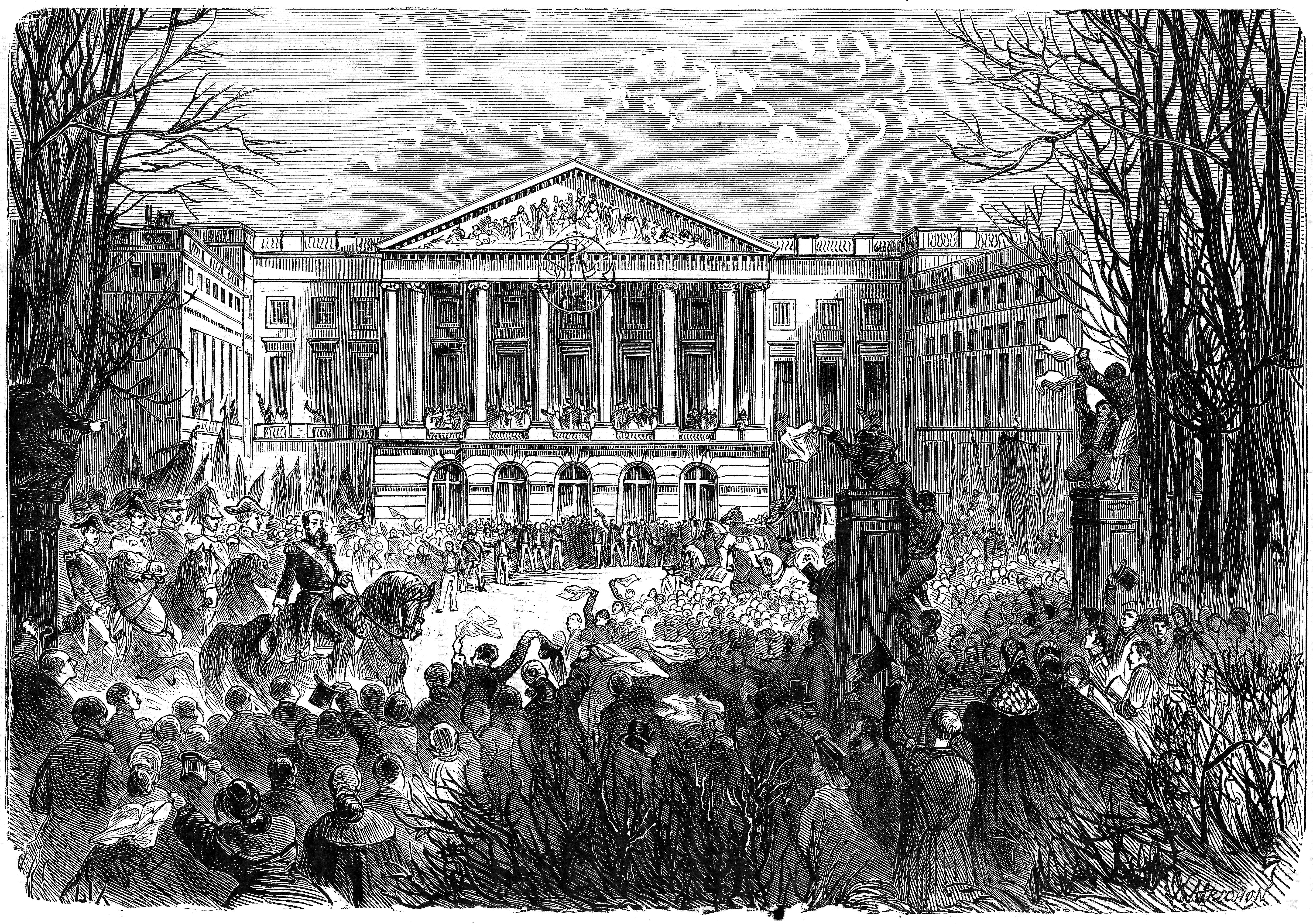
Avènement de Léopold II devant le Palais de la Nation, le 17 décembre 1865.

- 17 décembre : Léopold II devient roi des Belges.

## Culture

### Architecture

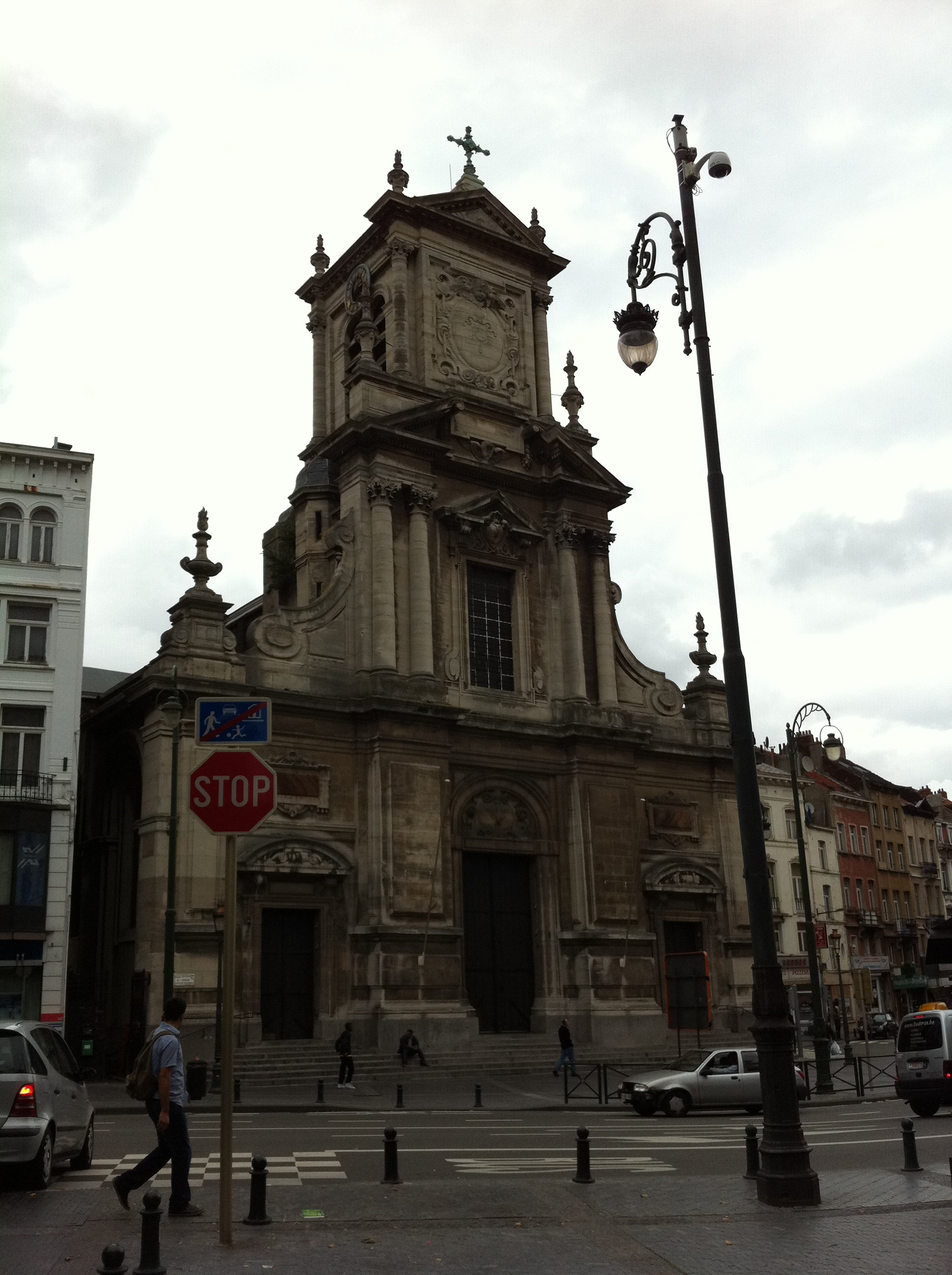
Église de Saint-Josse-ten-Noode
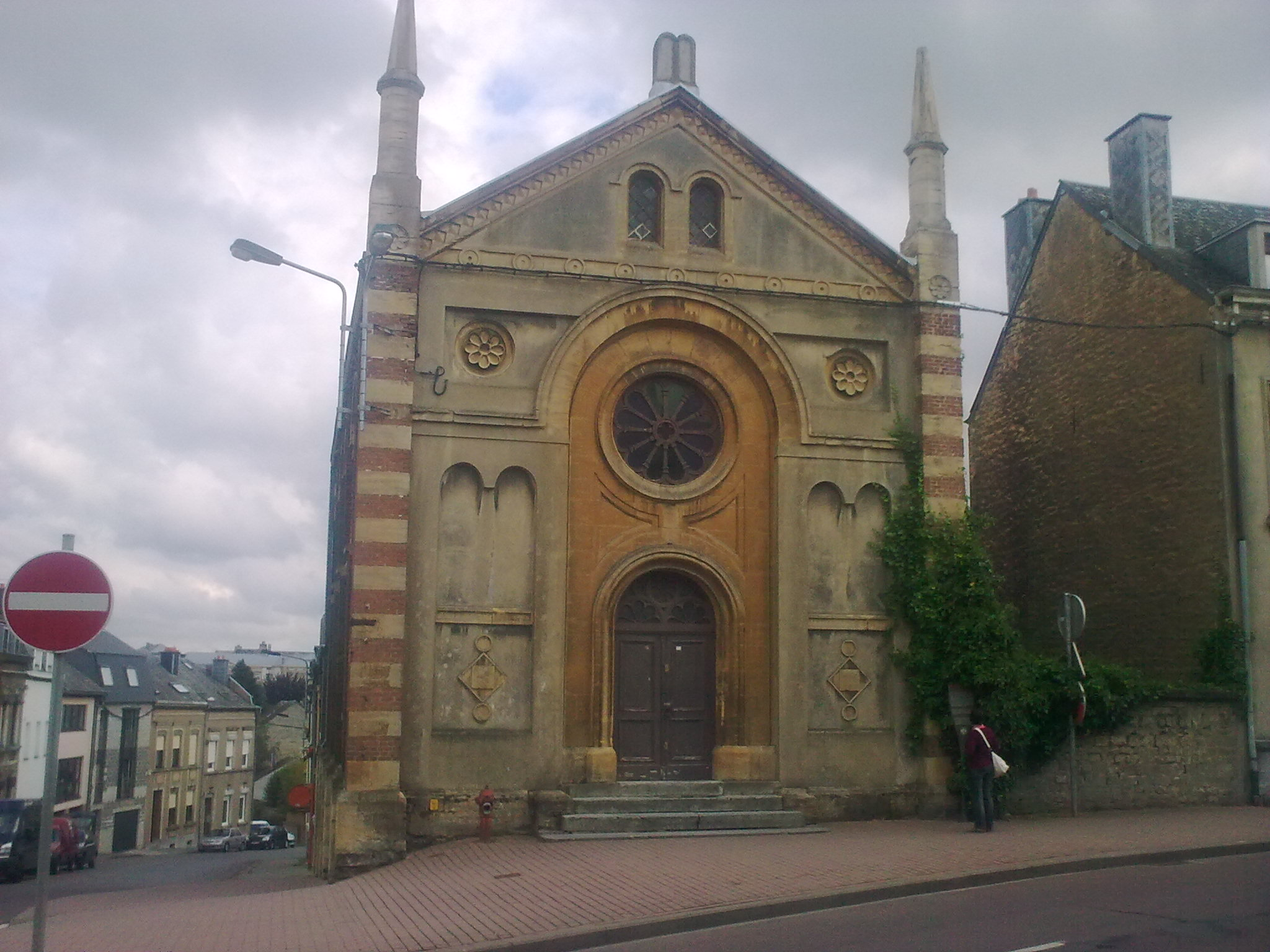
Synagogue d'Arlon

## Sciences
- Mathématiques : solide de Catalan.

## Naissances
- 19 janvier : Égide Rombaux, sculpteur († 11 septembre 1942).
- 23 mars : Paul Hymans, avocat et homme politique († 6 mars 1941).
- 25 juillet : Émile De Beukelaer, coureur cycliste († 23 janvier 1922).
- 29 octobre : Léon Dardenne, peintre, dessinateur et affichiste († 12 février 1912).
- 25 novembre : Georges Lemmen, peintre, graveur et dessinateur († 5 juillet 1916).
- 15 décembre : Victor Rousseau, sculpteur († 17 mars 1954).
- 31 décembre : Émile Fabry, peintre († 1966).

## Décès
- 19 mars : Joseph Lebeau, homme politique (° 3 janvier 1794).
- 10 décembre : Léopold Ier de Belgique (° 16 décembre 1790).